# Jean-Alphonse Blanchet
Jean-Alphonse Blanchet, né le 17 novembre 1829 à Châteauroux et mort le 18 mai 1888 à Gap, est un prélat français qui fut évêque de Gap de 1887 à 1888.

## Biographie
Jean-Alphonse Blanchet est le premier enfant de Jacques Blanchet, parcheminier puis tourneur âgé de 25 ans, et de Anne Louise Lucas, son épouse, sans emploi, âgée de 17 ans. Bien que prénommé Jacques-Alphonse à sa naissance, il accomplira toute sa carrière ecclésiastique sous le nom de Jean-Alphonse Blanchet.
Ordonné prêtre pour l'archidiocèse de Bourges le 17 octobre 1852, il occupe ainsi tour à tour les postes de vicaire à la cathédrale Saint-Étienne de Bourges, curé à Mehun-sur-Yèvre à partir de 1866, puis vicaire général de Bourges à compter de 1880.
Préconisé pour le siège de Gap le 2 mai 1887, confirmé le 26 mai suivant par le pape Léon XIII, il est sacré en la primatiale des Aquitaines le 1er août 1887 par l'ordinaire des lieux, Jean-Joseph Marchal. Intronisé le 1er septembre 1887, il décède à l'évêché de Gap dès le 18 mai 1888, au terme d'un épiscopat éclair de quelques mois qui ne lui aura pas permis de marquer durablement l'histoire du diocèse gapençais. Ses obsèques sont célébrées le 22 mai suivant dans une cathédrale en travaux où l'évêque n'est finalement inhumé que le 11 septembre 1895.

## Armes
D'azur au pic d'argent neigeux, issant d'une chaîne de montagnes au naturel, à la filière engreslée de gueules; au chef d'or chargé de 3 roses de gueules centrées d'or.